# 李騰霄 (嘉靖進士)
李騰霄（1491年—？年），字子冲，山西太原府盂縣人，民籍。明朝政治人物。

## 生平
治《書經》，行三，由國子生中式己卯科（1519年）山西鄉試第四十九名舉人，年三十三歲中式嘉靖二年（1523年）癸未科會試第三百九十七名，第二甲第一百十一名進士。历任户部辽东管粮郎中，官至广平府知府，嘉靖十三年与巡按御史李新芳发生冲突，弃官而走，李新芳派兵追拿，关押于唐山县官舍。经过上诉，李新芳、杨彝革职为民。腾霄罢官闲住。

## 家族
曾祖李諫。祖父李璧，州判官。父李轼。母郭氏。具庆下。兄騰雲、騰漢、弟騰霖。